# Теодор Павловић
Теодор Павловић (Карлово, данас Ново Милошево, 14. фебруар 1804 — Ново Милошево, 12. август 1854) био је српски новинар, књижевник и први секретар Матице српске у Пешти.

## Биографија
Рођен је 14. фебруара 1804. године у банатском селу Карлово (Драгутиново, данашње Ново Милошево), где је и сахрањен 1854. године. Потиче из занатлијске породице, од оца Павла Павловића чизмарског мајстора али и дугогодишњег Карловског општинског кнеза и мајке Емилије Матић. По завршетку основне школе у родном месту коју је завршио са добрим успехом, отац га је, приметивши код сина таленат и вољу за учењем, послао на даље школовање.
Образовање је стицао на више места, стицајем околности; кренуо је пре гимназије у Хацфелд само због учења немачког језика. Прву годину гимназије затим похађа у Темишвару, а другу "штедње ради" у Великој Кикинди. Опет по потреби, због учења мађарског језика трећи разред завршава у Сегедину. А остала три гимназијска разреда похађа у Сремским Карловцима наводно да би се по вољи пожртвованих родитеља - у српској средини формирао.
Завршне гимназијске разреде тзв. "филозофију" положио је Тоша у Сегедину, а потом је на позив друга Константина Пеичића, прешао у Пожун, где је завршио правни факултет 1825. године. Бавећи се у Пожуну заинтересовао се због својих другова за књижевност и националне интересе. Прешао је након "права" у Пешту, где је извесно време "практицирао" код адвоката Ракића "старијег", па млад адвокат приправник постао помоћник у адвокатској канцеларији славног адвоката и писца Михајла Витковића. Ту је радећи са Витковићем упознао тадашњу елиту угарских Срба - пре свега Саву Текелију и ушао у јавни живот. Чим је завршио школовање одмах је почео да остварује своје младићке идеале.
Теодор Павловић ступа на књижевну сцену у време када настаје у српској култури прелази од рационализма ка романтизму. Под утицајем Доситеја Обрадовић стасавају културни агитатори и реформатори, међу којима је најупечатљивији Павловић. Његов биограф Пејчић га сматра "последњим Доситејевим учеником". Окренут је у потпуности просветитељском раду, упућивању народа, бризи о женском роду и омладини. Последњу етапу у његовом развијању идеја, чини покретање алманаха "Драгољуб" 1845. године, који је тежио васпитању жена.
Поред писања бавио се и превођењем са страних језика на српски. Под утицајем Доситејевим, преводи са немачког језика, Книгерово дело "О обхожденију с људма". Објавио је 1829. године у Будиму, превод са немачког дела "Виландове симпатије - или разговор мудрог пријатеља са сродним душама".
Прихватио се 1832. године да редигује "Српски летопис" у Пешти. Основао је српски политички лист „Сербски народни лист“, чији је први број изашао 1. јула 1835. године у Будиму. Лист је касније мењао назив у „Сербске народне новине“ (1. јун 1838) који је с краћим прекидима излазио до 1849.
Био је уредник Летописа Матице српске у периоду између 1832-1841. године. Обновио је Матицу српску и дао јој нови Устав. Секретар Матице српске постао је у фебруару 1837. године, и радио до 1854. године. Његовим посредовањем Матици српској приступили су: богати Срби племићи и учени људи као: Сава Текелија, Јован Нако, барон Федор Николић од Рудне, Петар Чарнојевић, владика Платон Атанацковић, кнез Михаило Обреновић, митрополит Стефан Станковић, епископ Евгеније Јовановић, Алекса Симић итд. За време Мађарске буне 1848. године ишао је са делегацијом Срба код аустријског цара, са српским захтевима и одлукама Мајске скупштине.
Умро је у педесетој години живота, 12. августа 1854. у родном месту, у које се вратио већ увелико болестан. Исидор Николић "Србоградски" је штампао тужну песму заслужном покојнику у част. Новинар и колега Александар Андрић у недељнику "Световиду" када је "чика Тоша" преминуо, срочио је прикладан стих: Бранитељ имена Срб - Ревнитељ за част и славу рода - Просветитељ рода свог.
Пријатељ из младости панчевачки лекар др Костантин Пејчић је објавио његову биографију 1857. године, о трошку његовог рођеног брата Јована Павловића. Продајом књиге и додатним скупљањем прилога подигнут је том заслужном Србину скромни споменик. Учествовали су Срби са свих страна, скупљено је 638 ф., а споменик са епитафом допремљен из Беча, постављен је у Карлову, у црквеној порти 1866. године.
Матица српска је 1846. године објавила Павловићеву слику са "тројним аманетом". Наведена је његова девиза: Језик, вера и народност, аманет ти Србе брате, то свето троје, то је извор чести, славе и среће твоје.
Павле Симић му је посветио литографију Црногорски певач.

## Дани Теодора Павловића
У Новом Саду и Новом Милошеву одржавају се Дани Теодора Павловића. Организатор манифестације је Банатски културни центар у сарадњи са Матицом српском. У оквиру манифестације додељује се Награда „Теодор Павловић”. Манифестација је 2015. године одржана 16. пут, а добитник награде за ту годину је Владета Јеротић. Независно од ове, 2016. године установљена је истоимена награда коју додељује Културни центар Срба у Будимешти.